# Ориенталистика
Ориенталистиката е научно направление, което изучава обществата, културите и народите на Близкия, Средния и Далечния изток.
В България утвърдено ориенталистично средище е Центърът за източни езици и култури към Софийския университет „Св. Климент Охридски“. Представители на ориенталистиката са личности като проф. Борис Недков, Елена Грозданова, османистите Панчо Дорев, Диаманди Ихчиев, Вера Мутафчиева и други.